# Wasser-Schlange
Wasser-Schlange (Guisi, chinesisch 癸巳, Pinyin guǐsì) ist die Bezeichnung für das 30. Jahr des chinesischen Kalenders (siehe Tabelle 天支 60-Jahre-Zyklus). Es ist ein Begriff aus dem Bereich der chinesischen Astrologie und bezeichnet diejenigen Mondjahre, die durch eine Verbindung des zehnten Himmelsstammes (癸,  guǐ, Element Wasser und Yīn) mit dem sechsten Erdzweig (巳,  sì), symbolisiert durch die Schlange (蛇,  shé), charakterisiert sind.
Nach dem chinesischen Kalender tritt eine solche Verbindung alle 60 Jahre ein. Das vorletzte Wasser-Schlange-Jahr begann 1953 und dauerte vom 14. Februar 1953 bis 2. Februar 1954. Das letzte Wasser-Schlange-Jahr begann 2013 und dauerte wegen der Abweichung des chinesischen vom gregorianischen Kalenderjahr vom 10. Februar 2013 bis 30. Januar 2014. Das nächste Wasser-Schlange-Jahr beginnt 2073 und dauert vom 7. Februar 2073 bis 26. Januar 2074.

## Wasser-Schlange-Jahr
Im chinesischen Kalenderzyklus ist das Jahr der Wasser-Schlange 癸巳guǐsì das 30. Jahr (am Beginn des Jahres: Wasser-Drache 壬辰 rénché 29).
| Liste der Wasser-Schlange-Jahre des 60-Jahres-Zyklus (Ende des Zyklus – bei Zählung vom 1. Regierungsjahr Huángdì) (Beginn des Zyklus – bei Zählung vom 61. Regierungsjahr Huángdì)            |              |              |              |              |              |              |              |              |              |              |
| Zykl. | 0            | 1            | 2            | 3            | 4            | 5            | 6            | 7            | 8            | 9            |
| 0 | 2668 v. Chr. | 2608 v. Chr. | 2548 v. Chr. | 2488 v. Chr. | 2428 v. Chr. | 2368 v. Chr. | 2308 v. Chr. | 2248 v. Chr. | 2188 v. Chr. | 2128 v. Chr. |
| 10 | 2068 v. Chr. | 2008 v. Chr. | 1948 v. Chr. | 1888 v. Chr. | 1828 v. Chr. | 1768 v. Chr. | 1708 v. Chr. | 1648 v. Chr. | 1588 v. Chr. | 1528 v. Chr. |
| 20 | 1468 v. Chr. | 1408 v. Chr. | 1348 v. Chr. | 1288 v. Chr. | 1228 v. Chr. | 1168 v. Chr. | 1108 v. Chr. | 1048 v. Chr. | 988 v. Chr.  | 928 v. Chr.  |
| 30 | 868 v. Chr.  | 808 v. Chr.  | 748 v. Chr.  | 688 v. Chr.  | 628 v. Chr.  | 568 v. Chr.  | 508 v. Chr.  | 448 v. Chr.  | 388 v. Chr.  | 328 v. Chr.  |
| 40 | 268 v. Chr.  | 208 v. Chr.  | 148 v. Chr.  | 88 v. Chr.   | 28 v. Chr.   | 33           | 93           | 153          | 213          | 273          |
| 50 | 333          | 393          | 453          | 513          | 573          | 633          | 693          | 753          | 813          | 873          |
| 60 | 933          | 993          | 1053         | 1113         | 1173         | 1233         | 1293         | 1353         | 1413         | 1473         |
| 70 | 1533         | 1593         | 1653         | 1713         | 1773         | 1833         | 1893         | 1953         | 2013         | 2073         |
| 80 | 2133         | 2193         | 2253         | 2313         | 2373         | 2433         | 2493         | 2553         | 2613         | 2673         |
| Hinweis: Die laufende Nr. des Zyklus ergibt sich aus der Zeilen-Nr. addiert mit der Spalten-Nr. Beispiel: Das Wasser-Schlange-Jahr des 35. Zyklus (Zeile 30 + Spalte 5) entspricht 568 v. Chr. |              |              |              |              |              |              |              |              |              |              |